# 代世子 (朱廷埼四子)
代世子朱鼐？（？—？），明朝第六代代王——代恭王朱廷埼的嫡四子。
初時，庶兄長代定王朱鼐鉉以其父沒有嫡子，以為自己一定可以承襲代王，就胡作非為。直到朱鼐？出生後，朱鼐鉉為確保自己能承襲代王，他就每天詛咒朱鼐？，希望朱鼐？早死，結果朱鼐？真的死了。朝廷得知後，決定削減朱鼐鉉的俸祿，但後來朱鼐鉉也襲封了代王。